# Earth (álbum de Neil Young)
Earth es un álbum en directo del músico canadiense Neil Young, publicado por la compañía discográfica Reprise Records el 17 de junio de 2016. El álbum fue grabado en directo junto al grupo Promise of the Real durante la gira de promoción de The Monsanto Years en 2015. El músico definió Earth como "un disco de 98 minutos de música ininterrumpida que fluye como una colección de trece canciones de toda mi vida, canciones que he escrito sobre vivir aquí juntos en nuestro planeta".
Earth fue estrenado el 17 de junio de 2016 en el servicio de streaming Tidal, y una semana después fue publicado como doble CD y como descarga digital en formato Pono, un sistema de audio desarrollado por el músico con archivos digitales de calidad FLAC 192 khz/24-bit. Una edición en vinilo será publicada el 12 de agosto.

## Recepción
Tras su publicación, Earth obtuvo una calificación de 70 sobre 100 en la web Metacritic, basada en un total de catorce reseñas. En su reseña para Allmusic, Stephen Thomas Erlewine definió Earth como «uno de los discos más genuinamente inspirados de Young» y escribió que los «sonidos de los animales infectan Earth, a veces tragando las guitarras, a veces chirriando y siguiendo el ritmo, un efecto que es precisamente lo contrario a lo natural». Por otra parte, David Fricke de la revista Rolling Stone comparó la actuación «urgente» de Earth con «el corte en directo Weld y el último fervor de Freedom». Sam Sodomsky de Pitchfork escribió: En pocas palabras, el álbum probablemente sería mejor sin los efectos de sonido pero en general es sorprendentemente equilibrado y bien estudiado gracias a la coherencia temática de la composición de Young y al ritmo estable de Promise of the Real».

## Lista de canciones
Todas las canciones escritas y compuestas por Neil Young. 
| Disco 1 |                       |          |  |
| N.º     | Título                | Duración |  |
| 1.      | «Mother Earth»        | 5:40     |  |
| 2.      | «Seed Justice»        | 3:58     |  |
| 3.      | «Country Home»        | 6:02     |  |
| 4.      | «The Monsanto Years»  | 8:20     |  |
| 5.      | «Western Hero»        | 4:03     |  |
| 6.      | «Vampire Blues»       | 5:55     |  |
| 7.      | «Hippie Dream»        | 5:54     |  |
| 8.      | «After the Gold Rush» | 4:09     |  |
| 9.      | «Human Highway»       | 4:11     |  |

| Disco 2 |                                  |          |  |
| N.º     | Título                           | Duración |  |
| 1.      | «Big Box»                        | 9:20     |  |
| 2.      | «People Want to Hear About Love» | 5:20     |  |
| 3.      | «Wolf Moon»                      | 6:30     |  |
| 4.      | «Love and Only Love»             | 28:04    |  |

## Personal
- Neil Young: voz, guitarra eléctrica, guitarra acústica, armónica, órgano y piano.
- Lukas Nelson: guitarra, piano y coros.
- Micah Nelson: guitarra eléctrica, charango y coros.
- Corey McCormick: bajo y coros.
- Tato Melger: percusión.
- Anthony LoGerfo: batería.
- D.R.A.M.: coros (en «People Want to Hear About Love»).
- Nico Segal: trompeta (en «People Want to Hear About Love»).
- Joe Yankee: bajo (en «Mother Earth»).
- Charissa Nielsen, Windy Wagner, Christine Helferich Guter, Suzanne Waters, Eric Bradley, Gerald White, Jasper Randall, Brian Chapman: coros.

## Posición en listas
| Lista (2016)                            | Posición |
| --------------------------------------- | -------- |
| Alemania (Media Control Charts)         | 10       |
| Australia (ARIA)                        | 37       |
| Austria (Ö3 Austria)                    | 9        |
| Bélgica (Ultratop flamenca)             | 18       |
| Bélgica (Ultratop valona)               | 38       |
| España (PROMUSICAE)                     | 49       |
| Estados Unidos (Billboard 200)          | 138      |
| Finlandia (Suomen Virallinen Lista)     | 32       |
| Francia (SNEP)                          | 29       |
| Irlanda (IRMA)                          | 27       |
| Italia (FIMI)                           | 33       |
| Noruega (VG-lista)                      | 30       |
| Nueva Zelanda (RMNZ Heatseekers Albums) | 2        |
| Países Bajos (Album Top 100)            | 30       |
| Reino Unido (UK Albums Chart)           | 14       |
| Suecia (Sverigetopplistan)              | 40       |
| Suiza (Schweizer Hitparade)             | 14       |